# 周樹模
周 樹模（しゅう じゅも、繁体字: 周樹模; 簡体字: 周树模; 拼音: Zhōu Shùmó; ウェード式: Chou Shuh-mo）は、清末・中華民国の政治家。字は少樸、孝甄。号は沈観。

## 事績
湖北経心書院で学び、1885年（光緒11年）、乙酉科挙人となる。1889年（光緒15年）、己丑科進士となり、翰林院編修の地位を授かった。1891年（光緒17年）、広東省副主考となり、1894年（光緒20年）には会試同考官に任ぜられている。1896年（光緒22年）、湖広総督張之洞の招聘に応じてその幕僚となり、唐心口堤防の修築工事を担当した。1902年（光緒28年）、都察院御史に転じ、1905年（光緒31年）、五大臣のイギリス訪問に随行している。
帰国後は江蘇省提学使に任命され、1908年（光緒34年）4月には黒竜江巡撫左参賛に移った。翌1909年（宣統元年）3月に巡撫の程徳全が病気辞任したため、周が巡撫を暫時署理し、同年7月に正式に巡撫に任命されている。1911年（宣統3年）、会弁塩務大臣となり、更に中俄勘界大臣も兼任した。同年11月、辛亥革命の機に黒竜江省で保安会が成立すると、その会長に就任している。
中華民国成立後の1914年（民国3年）5月、北京政府平政院院長に起用され、同年11月には高等文官懲戒委員会委員長も兼ねた。翌1915年（民国4年）10月、病気のため一時辞職するが（後任として銭能訓が署理）、1916年（民国5年）7月に院長、9月に懲戒委員会委員長にそれぞれ復帰している。1917年（民国6年）2月に院長を、同年8月に委員長をそれぞれ辞任した。以後、北京市や天津市に寓居した。1925年（民国14年）9月28日、天津市で病没。享年66。

## 注
1. 1 2 3  徐主編（2007）、938頁。
2. ↑  平政院とは、行政訴訟と弾劾の両権能を備えた機関である。粛政庁（官吏に対する監察・検察を担当）などを管轄した。郭主編（1990）、95頁。
3. ↑  郭主編（1990）、95-96頁。